# Hatta Club
Der Hatta Club (arabisch نادي حتا, DMG Nādī Ḥattā) ist ein Fußballklub aus den Vereinigten Arabischen Emiraten mit Sitz in der Exklave Hatta im Emirat Dubai. Aktuell spielt der Verein in der ersten Liga, der UAE Pro League.

## Geschichte
Der Klub wurde im Jahr 1981 gegründet. In der Saison 1996/97 spielte der Klub in der dritten Liga. In den folgenden Jahren gelang der Aufstieg in die zweithöchste Spielklasse, erstmals ein Aufstieg in die erstklassige Pro League, gelang dann schließlich zur Spielzeit 2007/08, nach der man mit 16 Punkten als Tabellenschlusslicht aber auch gleich wieder absteigen musste. Nach der Runde 2009/10 stieg die Mannschaft dann sogar aus der zweiten Liga wieder ab.
Die nächste Rückkehr in die erste Liga, schaffte man dann zur Spielzeit 2016/17, wo man diesmal über den 10. Platz auch die Klasse halten konnte. Nach der darauffolgenden Spielzeit, ging es dann aber als Tabellenletzter nun doch wieder runter. Diesmal gelang aber der direkte Wiederaufstieg, die Saison 2019/20 wurde wegen der Covid-19-Pandemie jedoch nach dem 19. Spieltag abgebrochen und somit hielt der Klub sich auch in der Spielklasse. Nach der Spielzeit 2020/21 stieg man jedoch wieder ab.

## Kader der Saison 2024/25
Stand: 28. Oktober 2024
| Nr. |                              | Position | Name                |
| --- | ---------------------------- | -------- | ------------------- |
| 1   | Vereinigte Arabische Emirate | TW       | Salam Khairi        |
| 3   | Vereinigte Arabische Emirate | MF       | Yousef Hazam        |
| 4   | Vereinigte Arabische Emirate | AB       | Abdulla Jasem Ali   |
| 5   | Vereinigte Arabische Emirate | MF       | Sultan Ali Mohamed  |
| 8   | Marokko                      | MF       | Aniss Karimi        |
| 13  | Vereinigte Arabische Emirate | MF       | Amer Khalifa        |
| 14  | Benin                        | AB       | Tamimou Ouorou      |
| 17  | Vereinigte Arabische Emirate | ST       | Saif Salem          |
| 21  | Marokko                      | MF       | Anass Taouil        |
| 23  | Vereinigte Arabische Emirate | AB       | Saeed Suwaidan      |
| 24  | Vereinigte Arabische Emirate | AB       | Abdul Rahman Adel   |
| 25  | Vereinigte Arabische Emirate | MF       | Mohamed Abdulrahman |
| 27  | Vereinigte Arabische Emirate | ST       | Abdallah Salim      |
| 27  | Vereinigte Arabische Emirate | AB       | Abdallah Al-Bedwawi |
| 31  | Vereinigte Arabische Emirate | AB       | Rashed Abbas        |
| 32  | Vereinigte Arabische Emirate | MF       | Abdullah Al-Hammadi |
| 44  | Vereinigte Arabische Emirate | MF       | Attiq Walid         |
| 70  | Oman                         | MF       | Younis Al-Kaabi     |

| Nr. |                              | Position | Name                      |
| --- | ---------------------------- | -------- | ------------------------- |
| 73  | Vereinigte Arabische Emirate | TW       | Marzooq Rashed            |
| 75  | Vereinigte Arabische Emirate | MF       | Mansoor Eid               |
| 77  | Vereinigte Arabische Emirate | MF       | Jassim Yaqoob Salman      |
| 78  | Vereinigte Arabische Emirate | TW       | Mohammed Waleed Aljunaibi |
| 80  | Senegal                      | ST       | Doro Dabo                 |
| 82  | Oman                         | AB       | Ahmed Al-Washahi          |
| 91  | Nigeria                      | ST       | Goodnews Igbokwe          |
| 96  | Vereinigte Arabische Emirate | ST       | Abdulla Kazim             |
|     | Frankreich                   | MF       | Mehdi Boussaïd            |
|     | Brasilien                    | MF       | Marcelo Freitas           |
|     | Brasilien                    | ST       | Willian Lira              |
|     | Vereinigte Arabische Emirate | AB       | Hamad Madhad              |
|     | Venezuela                    | ST       | Ángel Lezama              |
|     | Brasilien                    | ST       | Patrick                   |
|     | Oman                         | ST       | Mohammed Al-Marbuii       |
|     | Elfenbeinküste               | AB       | Junior Hochou             |
|     | Burundi                      | ST       | Arthur Nibikora           |
|     | Rumänien                     | AB       | Sultan Abu Daken          |

## Erfolge
- UAE First Division League: 2015/16, 2022/23